# تيار غينيا
تيار غينيا Guinea current

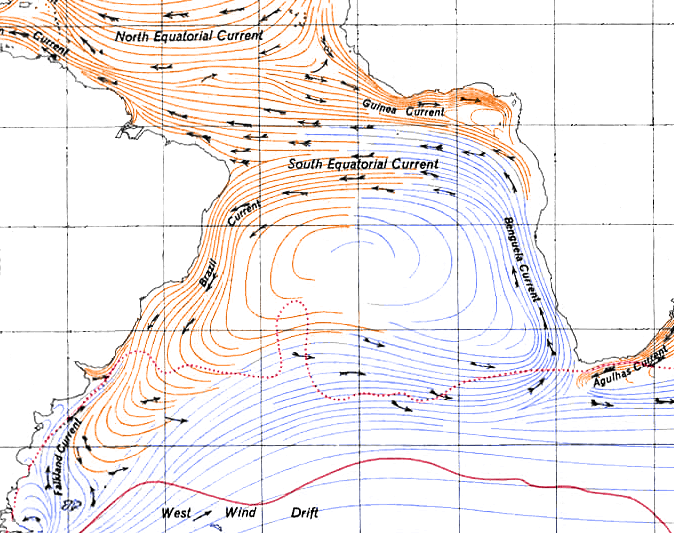

هو تيار مائي محيطي حار يمر بمحاذاة الساحل الأفريقي الغربي في خليج غينيا.
المصدر: المعجم الجغرافي المناخي